# Concert for Diana

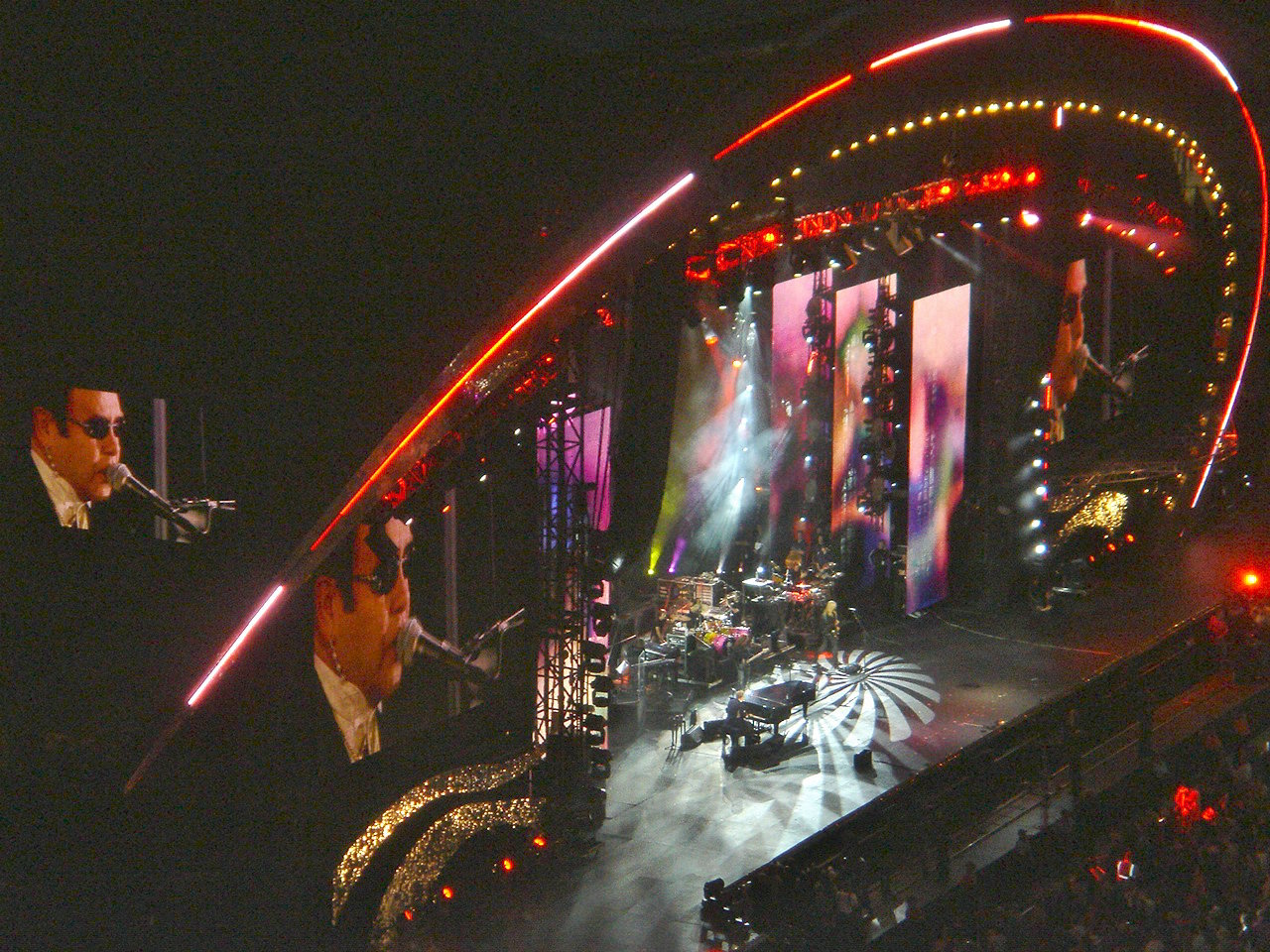
Elton John beim Concert for Diana

Das Concert for Diana war ein Konzert im neuen Wembley-Stadion in London, das am 1. Juli 2007 zu Ehren der verstorbenen Diana, Princess of Wales, die an diesem Tag 46 Jahre alt geworden wäre, stattfand.
Es war ein Gedenkkonzert zu ihrem 10. Todestag. Die musikalische Veranstaltung wurde von Dianas Söhnen Prinz William und Prinz Harry moderiert, die mehrere der seinerzeit bekanntesten Rock- und Popkünstler für dieses Konzert gewinnen konnten. Das Konzert hatte geschätzte 500 Millionen Fernsehzuschauer in 140 Ländern. 22.500 Eintrittskarten, die im Dezember 2006 für den Verkauf bereitgestellt wurden, waren innerhalb von 17 Minuten ausverkauft. Rund 63.000 Menschen im Wembley-Stadion gedachten zusammen mit den Künstlern der am 31. August 1997 bei einem Autounfall ums Leben gekommene Prinzessin Diana. Unter den Ehrengästen waren unter anderen Prinzessin Beatrice of York, Sarah, Duchess of York, Prinzessin Eugenie of York, Mitglieder der Spencer-Familie, Kate Middleton, Chelsy Davy und Kiefer Sutherland. Am Ende der Auftritte wurden in einer Videomontage Aufnahmen aus Dianas Kindheit gezeigt, die mit dem Song These Are the Days of Our Lives der Gruppe Queen unterlegt waren.
Das Konzert begann um 16:00 Uhr und endete um ca. 22:15 Uhr Ortszeit. Es gab zwei kurze Unterbrechungen.
Am 5. November 2007 erschien eine DVD-Box mit dem kompletten Konzert.

## Reihenfolge der Auftritte
1. Sir Elton John (1. Auftritt) – „Your Song“
2. Duran Duran – „(Reach Up for the) Sunrise“, „Wild Boys“ und „Rio“
3. James Morrison – „You Give Me Something“ und „Wonderful World“
4. Lily Allen – „LDN“ und „Smile“
5. Fergie – „Glamorous“ und „Big Girls Don’t Cry“
6. The Feeling – „Fill My Little World“ und „Love It When You Call“
7. Pharrell Williams – „Drop It Like It’s Hot“ und „She Wants To Move (Remix)“
8. Nelly Furtado – „Say It Right“, „I’m Like a Bird“ und „Maneater“
9. English National Ballet – Schwanensee (4. Akt)
10. Status Quo – „Rockin’ All Over The World“
11. Joss Stone – „You Had Me“ und „Under Pressure“
12. Roger Hodgson – Medley: „Dreamer“, „The Logical Song“, „Breakfast in America“ und „Give a Little Bit“
13. Orson – „Happiness“ und „No Tomorrow“
14. Sir Tom Jones und Joe Perry – „Kiss“, „I Bet You Look Good on the Dancefloor“ und „Ain’t That A Lot of Love?“ (mit Joss Stone)
15. Will Young – „Switch It On“
16. Natasha Bedingfield – „Unwritten“
17. Bryan Ferry – „Slave to Love“, „Make You Feel My Love“ und „Let’s Stick Together“
18. Anastacia – „Superstar“ aus Jesus Christ Superstar
19. Connie Fisher und Andrea Ross – „Memory“ aus Cats
20. Andrea Bocelli – „The Music of the Night“ aus Das Phantom der Oper
21. Josh Groban und Sarah Brightman – „All I Ask of You“ aus Das Phantom der Oper
22. Donny Osmond, Jason Donovan und Lee Mead – „Any Dream Will Do“ aus Joseph and the Amazing Technicolor Dreamcoat
23. Rod Stewart – „Maggie May“, „Baby Jane“ und „Sailing“
24. Kanye West – „Gold Digger“, „Touch the Sky“, „Stronger“, „Diamonds from Sierra Leone“ und „Jesus Walks“
25. P. Diddy – „I’ll Be Missing You“
26. Take That – „Shine“, „Patience“ und „Back for Good“
27. Ricky Gervais und Mackenzie Crook – „Free Love Freeway“, „Chubby Little Loser“
28. Sir Elton John (2. Auftritt) „Saturday Night’s Alright For Fighting“, „Tiny Dancer“ und „Are You Ready For Love?“

## Reihenfolge der Redebeiträge
1. Prinz William und Prinz Harry
2. Sienna Miller und Dennis Hopper
3. Kiefer Sutherland
4. Ryan Seacrest, Simon Cowell und Randy Jackson
5. Natasha Kaplinsky
6. Dennis Hopper
7. Fearne Cotton
8. Gillian Anderson
9. Boris Becker und John McEnroe
10. Cat Deeley
11. Patsy Kensit
12. Jamie Oliver
13. David Beckham
14. Ben Stiller (via Video-Botschaft)
15. Ricky Gervais
16. Prinz William und Prinz Harry
17. Nelson Mandela (via Video-Botschaft)

## Fernsehübertragung
Das Concert for Diana wurde in 140 Länder übertragen. Im Vereinigten Königreich übertrugen BBC One und der Radiosender BBC Radio 2 das komplette Konzert. In Deutschland hatte RTL II die Übertragungsrechte und sendete zeitversetzt von 20:15 bis 0:15 Uhr Mitteleuropäischer Sommerzeit die Höhepunkte. In den Vereinigten Staaten übertrugen Music: High Definition und VH1 das komplette Konzert, der Sender NBC zeigte die Höhepunkte in einem einstündigen Special. In Kanada zeigte der Sender CTV ein zweistündiges Special. VH1 Latin America sendete im lateinamerikanischen und im karibischen Raum sowie in Mittelamerika. Electronic Media Network übertrug das Konzert in Afrika und Fox8 in Australien. Die Star Group zeigte das Konzert in mehreren asiatischen Staaten, außer in Japan wo WOWOW die Übertragungsrechte besaß.

## Charity
Die Künstler verzichteten komplett auf ihre Gagen. Die Erlöse kamen einer Reihe von Wohltätigkeitsstiftungen zugute, wie dem Diana, Princess of Wales Memorial Fund, Centrepoint und Sentebale, einer Stiftung die im April 2006 von Prinz Harry und Prinz Seeiso von Lesotho gegründet wurde. Sie hilft gefährdeten Kindern und jungen Menschen in Lesotho – insbesondere jenen, die durch Aids Waisen geworden sind.

## Gedenkgottesdienst
Am 31. August 2007, dem 10. Todestag von Lady Diana, fand in der Guards Chapel in London ein Gedenkgottesdienst statt. Unter den 500 geladenen Gästen waren Königin Elisabeth II., Dianas Ex-Mann Prinz Charles, der britische Premierminister Gordon Brown und die Sänger Elton John und Cliff Richard. 200 Millionen Fernsehschauer verfolgten das Ereignis, dessen emotionaler Höhepunkt die Rede von Prinz Harry war.